# A király nevében
A király nevében (eredeti cím: In the Name of the King: A Dungeon Siege Tale) 2007-ben bemutatott német–kanadai–amerikai fantasy-kalandfilm Uwe Boll rendezésében. A Dungeon Siege című videójáték-sorozat alapján készült: a rendezőnek ez volt a negyedik ilyen jellegű munkája a Holtak háza, az Egyedül a sötétben és a BloodRayne – Az igazság árnyékában után.

## Cselekmény
Ehb királyságának földjén, Konreid királynak meg kell védenie várát és népét a gonosz Galliantól, aki a trónra tör. Gallian az állatszerű harcosokat, a krugokat küldi a király ellen, s amelyik falu az útjukat keresztezi, e rettentő sereg kifosztja és elpusztítja. 
Az egyszerű családos ember, Farmer Daimon élete örökre megváltozik, mikor a krugok elárasztják a békés közösséget, melynek ő is tagja. Miután fiát megölik, feleségét, Solanát pedig elhurcolják, Daimon bosszút esküszik. Régi barátjával, Norickkal, és egy Merick nevű mágussal indul nagyívű utazására, hogy visszaszerezze asszonyát. 
Az út során a varázslat és kaland számos formájával találkozik, s a küldetés rövidesen felfedi a férfi sorsát a királyságban.

## Szereplők
| Szerep            | Színész          | Magyar hang       |
| ----------------- | ---------------- | ----------------- |
| Farmer            | Jason Statham    | Epres Attila      |
| Muriella          | Leelee Sobieski  | Roatis Andrea     |
| Merick            | John Rhys-Davies | Konrád Antal      |
| Norick            | Ron Perlman      | Vass Gábor        |
| Solana            | Claire Forlani   | Peller Anna       |
| Elora             | Kristanna Loken  | Timkó Eszter      |
| Duke Fallow       | Matthew Lillard  | Rajkai Zoltán     |
| Tarish parancsnok | Brian White      | Széles Tamás      |
| Backler tábornok  | Mike Dopud       | Szélyes Imre      |
| Bastian           | Will Sanderson   | Haás Vander Péter |
| Tawlyn            | Tania Saulnier   |                   |
| Gallian           | Ray Liotta       | Forgács Péter     |
| Konreid király    | Burt Reynolds    | Tordy Géza        |
| Delinda           | Gabrielle Rose   |                   |
| Trumaine          | Terence Kelly    | Holl János        |
| Zeph              | Colin Ford       | Kardos Bence      |
| Hallette tábornok | Ron Selmour      | Salinger Gábor    |

## Háttér
A filmet Kanadában vették fel, Brit Columbiában, többek között Vancouverben. A belső jelenetek a vancouveri filmstúdiókban készültek. A helyiek és Kanada e területének őslakosai statiszta- és más egyéb feladatokat láttak el a produkcióban.

## Bemutató
A film több fesztivált is megjárt 2007 áprilisa és júliusa között. Mozikba elsőként 2007. november 29-én került a rendező hazájában, Németországban, illetve Görögországban. A magyarországi premier 2007. december 27-én volt, míg Észak-Amerikában 2008. január 11-én mutatta be a független Freestyle Releasing forgalmazó, az előzetes, több mint 2500 vásznas tervekkel ellentétben csupán valamivel több mint 1600 moziban.
Boll közölte, hogy a hossza miatt két verziót vágtak a filmből. Az egyik valamivel több, mint két órás, a mozik számára, míg a másik hozzávetőleg 165 perces, s a DVD-kiadáson lesz látható.